# Дренажная труба
Дрена́жные тру́бы, или дре́ны, — основа системы глубинного дренажа, выполняют функцию водоприема и водоотведения, необходимого для осушения местности.

## Назначение
Дренаж — это разветвленная система взаимосвязанных труб (дрен), которые укладывают с уклоном в сторону водоприемника (канала, кювета, водоёма, дренажного колодца) вокруг или вдоль сооружения (участка). Каждая из дрен имеет на стенках специальную сеть отверстий, расположенных на определенном расстоянии друг от друга. Такая система труб впитывает воду из грунта и отводит её за пределы участка.
Использование дренажных труб позволяет решить проблему защиты территории и находящихся на ней строений от повреждений, связанных с избыточной влажностью (мерзлотой, образованием плесени, луж и весенних наледей), предотвратить затопление подвальных и цокольных помещений, загнивание корневой системы растений.

## Разновидности
Дренажные трубы можно разделить на следующие основные категории:

### Асбоцементные трубы
Для использования этих труб в качестве дренажных в их верхней половине делаются пропилы шириной 3-7 мм, расположенные в шахматном порядке с шагом 100—200 мм (в зависимости от характеристик грунта);

### Керамические трубы
Керамические трубы изготавливаются из глины с возможным применением добавок. Существуют варианты с перфорацией, щелевыми отверстиями и рифлёной внешней поверхностью (желобки способствуют увеличению поглотительной способности);

### Полимерные трубы
Трубы из полиэтилена высокого или низкого давления (ПВД или ПНД).

### Трубы из пористых материалов
Трубы из пористых материалов (керамзитостекло, пластобетон) отличаются тем, что вода просачивается в них через поры в стенках, а не сквозь специальные отверстия.

## Установка
Укладка дренажных труб происходит согласно заранее разработанному плану дренажной системы. Минимальный уклон дренажной трубы по строительной норме составляет в глинистых грунтах — 2 мм, а в песчаных — 3 мм на погонный метр. На практике для нормального стока воды уклон трубы делают 5-10 мм на погонный метр. В соответствии с этими требованиями выкапываются траншеи, дно которых выравнивают и утрамбовывают мелким щебнем (создается фильтрующий слой).
Монтаж системы труб производится с применением соединительных элементов — муфт, переходников, тройников, колен. Дрены засыпают несколькими слоями водопроницаемых материалов (например геотекстиль) — сначала располагается промытый щебень или гравий, затем песок, а сверху укладывают вынутый ранее грунт. Толщина обсыпок колеблется в среднем от 100 до 300 мм (чем менее водопроницаем окружающий грунт, тем толще засыпка). Чтобы не допустить заиливания дрен и засорения перфорации, используют фильтры из геотекстиля (при мелиорации песчаного и супесчаного грунта) или кокосового волокна (если осушаются глинки, суглинки, торфяники).
При необходимости увеличения пропускной способности системы в траншею можно уложить комбинации из нескольких дренажных труб разных диаметров.